# Calyptra aureola
Calyptra aureola är en fjärilsart som beskrevs av Ludwig Carl Friedrich Graeser 1889. Calyptra aureola ingår i släktet Calyptra och familjen nattflyn. Inga underarter finns listade i Catalogue of Life.